# Роман Конюк
Рома́н Коню́к — фізик, доктор наук.

## З життєпису
1980 року захистив докторат у Торонтському університеті.
З 1982 року — професор фізики в Йоркському університеті. Станом на 2010-ті роки очолює кафедру фізики й астрономії.
Неодноразово відвідував Україну, 2005 року був міжнародним спостерігачем на перевиборах Президента.
Спільно з Марком Горбачем опрацював кваркову модель елементарних частинок та квантову теорію поля.
Сфера наукових інтересів:
- кваркові моделі баріонів та мезонів
- квантова теорія поля
- релятивістські системи множинних тіл

Співавтор праць
- «The ϖ-ρ mass splitting», Physics Letter, 1991,
- «Photon-photon resonances in quantum electrodynamics», Physical Review, 1992
- «Unquenched charmonium with NRQCD», Nuclear Physics,
- «B–Proceedings Supplements», 201